# Mycolindtneria flava
Mycolindtneria flava är en svampart som först beskrevs av Erast Parmasto, och fick sitt nu gällande namn av Rauschert 1988. Mycolindtneria flava ingår i släktet Mycolindtneria och familjen Stephanosporaceae.   Inga underarter finns listade i Catalogue of Life.